# (2891) McGetchin
(2891) McGetchin (1980 MD; 1933 XC; 1951 WS1; 1965 AR) ist ein ungefähr 35 Kilometer großer Asteroid des äußeren Hauptgürtels, der am 18. Juni 1980 von der US-amerikanischen Astronomin Carolyn Shoemaker am Palomar-Observatorium etwa 80 Kilometer nordöstlich von San Diego, Kalifornien (IAU-Code 675) auf der Halbinsel Krim (IAU-Code 095) entdeckt wurde.

## Benennung
(2891) McGetchin wurde nach dem Geologen und Planetologen Thomas R. McGetchin (1936–1979) benannt, der seit 1977 Direktor des Lunar and Planetary Institute war. Als führender Forscher für Vulkanismus und Tektonik auf der Erde und anderen astronomischen Objekten im Sonnensystem wurde er insbesondere für seine Arbeiten zu Kimberliten und zur Dynamik von Vulkanen ausgezeichnet.